# Antonio Arnao
Antonio Arnao y Espinosa de los Monteros (Murcia, 1828-Madrid, 1889) fue un poeta español.

## Biografía
Estudió en el seminario de San Fulgencio, de Murcia, donde era profesor su padre, y posteriormente en el Instituto Provincial. Cursó la carrera de Derecho en Valencia y Madrid.
Su vida transcurre paralela a la de su amigo y compatricio el poeta José de Selgas: como él frecuentó las tertulias literarias murcianas, marchó muy joven a Madrid y fue funcionario público, del Partido Moderado y miembro de la Real Academia Española. Bajo la influencia de Lamartine y con prólogo de Selgas escribió Himnos y quejas (1851), en que alterna la inspiración religiosa y el ansia de fray Luis de León de retiro íntimo, aunque al modo de Selgas e incluso superándolo muchas veces, y Melancolías, rimas y cantigas (1857).
En 1858 contrajo matrimonio con la cantante y pianista Sofía Vela Querol, con la que tuvo tres hijas María de la Concepción, María del Carmen y María de la Asunción.
También es autor de la novela en verso El caudillo de los ciento y las becquerianas Trovas castellanas y Gotas de rocío (1880). Escribió el drama lírico Don Rodrigo. Tanto él como Selgas fueron imitados por las poetisas María Pilar Sinués Navarro y Narcisa Pérez Reoyo.
Colaboró asimismo con la revista madrileña El Globo Ilustrado.